# Arthur Phillip
Arthur Phillip (ur. 11 października 1738 w Londynie, zm. 31 sierpnia 1814 w Bath) – brytyjski wojskowy i administrator kolonialny, dowódca pierwszej ekspedycji osadniczej w Australii oraz pierwszy gubernator Nowej Południowej Walii.
Jako trzynastolatek zaczął pływać na statkach handlowych, a dwa lata później wstąpił do Royal Navy. Brał udział w walkach morskich na Morzu Śródziemnym podczas wojny siedmioletniej. W 1762 odebrał szlify oficerskie, ale rok później został przeniesiony do rezerwy. Ożenił się i założył własną farmę. W 1774 został zatrudniony przez marynarkę wojenną Portugalii, gdzie m.in. dowodził flotyllą wiozącą skazańców do Brazylii. W latach 1778–1784 ponownie był żołnierzem służby czynnej marynarki brytyjskiej, po czym wrócił do rezerwy.
W 1786 ówczesny minister spraw wewnętrznych, lord Sydney mianował go dowódcą ekspedycji mającej za zadanie założyć kolonię karną w niezamieszkanej dotąd przez białych ludzi (choć formalnie wziętej w posiadania króla Wielkiej Brytanii) kolonii Nowa Południowa Walia. Składająca się z 11 statków Pierwsza Flota wypłynęła z Portsmouth 13 maja 1787, zaś do brzegów Australii dobiła 18 stycznia 1788. Phillip został pierwszym gubernatorem Nowej Południowej Walii, zaś założona przez pierwszych skazańców i osadników miejscowość została nazwana Sydney.
Phillip zarządzał kolonią do 1792, kiedy to – z mocno nadszarpniętym już zdrowiem – powrócił do Anglii. Po powrocie do kraju otrzymał dożywotnią pensję w wysokości 500 funtów rocznie. Pełnił szereg stanowisk dowódczych podczas wojen napoleońskich. W 1804, mając 67 lat i stopień admirała, oficjalnie przeszedł na emeryturę. Przez resztę życia zajmował się m.in. promocją interesów Nowej Południowej Walii.
W Australii upamiętnia go szereg nazw, m.in. miasta Port Phillip oraz wyspy Phillip Island.